# Tauschia humilis
Tauschia humilis är en flockblommig växtart som beskrevs av John Merle Coulter och Joseph Nelson Rose. Tauschia humilis ingår i släktet Tauschia och familjen flockblommiga växter. Inga underarter finns listade i Catalogue of Life.